# تنترفیلد تریر
تنترفیلد تریر (به انگلیسی: Tenterfield Terrier)، نام یکی از نژادهای سگ است که خاستگاه آن به استرالیا بازمی‌گردد.